# Vlag van Beyne-Heusay
De vlag van Beyne-Heusay is op 26 april 1999 bij raadsbesluit vastgesteld als de vlag van de Luikse gemeente Beyne-Heusay. De vlag kan als volgt worden beschreven:
Wit, met op het midden het gemeentewapen.
De vlag werd pas op 15 februari 2000 bevestigd door de Franse Gemeenschapsregering.  De vlag is wit in de achtergrond en heeft het gemeentewapen in het midden afgebeeld.